# Charis Jumagułow
Charis Jumagułowicz Jumagułow, (ros. Харис Юмагулович Юмагулов, baszk. Харис Йомағол улы Йомағолов, ur. 3 stycznia 1891 we wsi Chasanowo w guberni samarskiej, zm. 2 listopada 1937) – baszkirski działacz narodowy, radziecki polityk i działacz partyjny.

## Życiorys
1914-1916 studiował w Moskiewskiej Wyższej Akademii Rolniczej, od 1917 członek SDPRR(b), 1917 skończył moskiewską szkołę chorążych, członek Władzy Baszkirskiej. Od 17 maja 1919 do 20 stycznia 1920 przewodniczący Tymczasowego Baszkirskiego Komitetu Wojskowo-Rewolucyjnego, 1919 przewodniczący Baszkirskiej Partii Narodowej "Irek", od 18 listopada 1919 do 20 stycznia 1920 przewodniczący Baszkirskiego Komitetu Obwodowego RKP(b). W 1920 wykluczony z RKP(b), ponownie przyjęty do partii w 1931. Od 1921 kierownik kursów nauczycielskich Baszkirskiej ASRR, później pełnomocnik Baszkirskiej ASRR przy WCIK i pracownik Stałego Przedstawicielstwa Baszkirskiej ASRR przy Prezydium WCIK, po 1931 szef wydziału Zarządu Sowchozów Mleczarsko-Mięsnych Zachodniej Syberii Ludowego Komisariatu Sowchozów Zbożowych i Hodowlanych ZSRR, 1935 wykluczony z WKP(b).
27 lipca 1937 aresztowany, 2 listopada 1937 skazany na śmierć przez Kolegium Wojskowe Sądu Najwyższego ZSRR "za antysowiecką narodową działalność" i rozstrzelany. 10 października 1956 pośmiertnie zrehabilitowany.